# From the D 2 the LBC
"From the D 2 the LBC" é uma canção dos rappers estadunidenses Eminem e Snoop Dogg. Foi lançado em 24 de junho de 2022, como segunda música de trabalho do segundo álbum de maiores sucessos de Eminem, Curtain Call 2.
 A música foi produzida por Eminem e foi escrita pelo mesmo juntamente com Snoop Dogg e Luis Resto. A canção marca a primeira colaboração entre os dois rappers em mais de 20 anos, tendo aparecido pela última vez juntos na faixa "Bitch Please II" lançada em 2000.

## Videoclipe
O videoclipe de "From the D 2 the LBC" foi lançado junto com o single. Dirigido por James Larese, o vídeo alterna entre cenas de interação de Eminem e Snoop Dogg e um vídeo animado que mostra os rappers imaginados como avatares NFT em uma história em quadrinhos.

## Desempenho nas paradas musicais
| Gráfico (2022)                               | Melhor posição |
| -------------------------------------------- | -------------- |
| Austrália (ARIA)                             | 64             |
| Canadá (Canadian Hot 100)                    | 35             |
| Estados Unidos (Billboard Hot 100)           | 72             |
| Estados Unidos (Billboard R&B/Hip-Hop Songs) | 18             |
| Estados Unidos (Billboard Hot Rap Songs)     | 17             |
| Hungria (Single Top 40)                      | 17             |
| Irlanda (IRMA)                               | 48             |
| Mundo (Billboard Global 200)                 | 54             |
| Nova Zelândia (RMNZ Hot Singles)             | 7              |
| Reino Unido (UK Singles Chart)               | 51             |
| Suíça (Schweizer Hitparade)                  | 66             |

## Histórico de lançamento
| País           | Data                | Formato                         | Gravadora                  | Referência |
| -------------- | ------------------- | ------------------------------- | -------------------------- | ---------- |
| Estados Unidos | 24 de junho de 2022 | fluxo de mídia descarga digital | Aftermath Shady Interscope | [ 1 ]      |